# Amor pra Recomeçar (canção)
"Amor Pra Recomeçar" é uma canção do cantor brasileiro Roberto Frejat, lançado em 2001 como primeiro single do álbum de mesmo nome.

## Composição
A canção é sobre viver seja qual a for a idade, encontrando muitos amigos, dinheiro e motivos para viver. Além disso, a música fala sobre agir sem medo sempre que for preciso trocar a pessoa amada. Outra interpretação é que mesmo cansado é possível recomeçar, sem precisar desistir de um amor. Ela foi inspirada no poema de Sérgio Jockymann intitulado "Votos”, que é comumemente (mas erroneamente)  atribuído a Victor Hugo.

## Formação
Canção cantada por Roberto Frejat. Escrita por Maurício Barros, Roberto Frejat e Mauro Sta.Cecília. Produzida por Maurício Barros.

## Versão de Jorge & Mateus
"Amor Pra Recomeçar" é uma canção gravada pela dupla sertaneja Jorge & Mateus lançada em 18 de novembro de 2013 como primeiro e único single do álbum At the Royal Albert Hall - Live in London (2013). Regravação da faixa-título do primeiro CD solo de Frejat, é uma transmutação ao sertanejo de um clássico do pop rock nacional. Na voz da dupla que é sucesso no seu ramo de atuação, a versão lembra muito o ritmo da original, e foi cantada no DVD da dupla gravado ao vivo em Londres, na casa de shows "Royal Albert Hall", palco de apresentações históricas, como a de Adele. Na Hot 100 Airplay, a versão foi aceita pelo público, alcançando a posição #14.

### Desempenho nas paradas
| Paradas (2013)                     | Melhor posição |
| ---------------------------------- | -------------- |
| Brasil (Billboard Hot 100 Airplay) | 14             |